# Campeonato Mundial de Tiro de 1908
El XII Campeonato Mundial de Tiro se celebró en Viena (Austria) en el año 1908 bajo la organización de la Federación Internacional de Tiro Deportivo (ISSF) y la Federación Austríaca de Tiro Deportivo.

## Resultados

### Masculino
| Evento                             | Oro                                            | Plata                           | Bronce                                |
| ---------------------------------- | ---------------------------------------------- | ------------------------------- | ------------------------------------- |
| Rifle 3 posiciones 300 m           | Charles Paumier du Verger · Bélgica · 961 pts. | Jean Reich · Suiza · 957 pts.   | Paul Van Asbroek · Bélgica · 955 pts. |
| Rifle 3 posiciones 300 m (equipos) | Suiza · 4616                                   | Italia 4585                     | Francia 4580                          |
| Rifle en pos. tendida 300 m        | Raffaele Frasca Italia 341                     | André Parmentier Francia 340    | Achille Paroche Francia 336           |
| Rifle en pos. de rodillas 300 m    | Charles Paumier du Verger · Bélgica · 342      | Jean Reich · Suiza · 329        | Caspar Widmer · Suiza · 329           |
| Rifle en pos. de pie 300 m         | Lars Jørgen Madsen Dinamarca 317               | Albert Courquin Francia 314     | Paul Van Asbroek · Bélgica · 307      |
| Pistola 50 m                       | Richard Fischer Alemania 509                   | Cristoforo Buttafava Italia 502 | Agoston Dietl · Hungría · 502         |
| Pistola 50 m (equipos)             | Italia 2438                                    | Bélgica · 2415                  | Francia 2399                          |

## Medallero
| Núm. | País      | Oro | Plata | Bronce | Total |
| ---- | --------- | --- | ----- | ------ | ----- |
| 1    | Italia    | 2   | 2     | 0      | 4     |
| 2    | Bélgica   | 2   | 1     | 2      | 5     |
| 3    | Suiza     | 1   | 2     | 1      | 4     |
| 4    | Alemania  | 1   | 0     | 0      | 1     |
|      | Dinamarca | 1   | 0     | 0      | 1     |
| 6    | Francia   | 0   | 2     | 3      | 5     |
| 7    | Hungría   | 0   | 0     | 1      | 1     |
|      | TOTAL     | 7   | 7     | 7      | 21    |